# 埃拉扎尔·沙赫
埃拉扎尔·沙赫（1899年1月1日—2001年11月2日），哈雷迪犹太教拉比，领导了以色列立陶宛犹太人，1984年与奥瓦迪亚·优素福合作创建沙斯党。